# فيرست توتش غيمز
 فيرست توش غيمز (بالإنجليزية: First Touch Games)‏ هي شركة مطورة وناشرة لألعاب الفيديو، تأسست عام 2014، تركز الشركة على صناعة ألعاب للهواتف المحمولة، لكنها أيضًا طوّرت ألعاب لمنصات الويندوز.

## بعض ألعابها
- سكور ماتش
- سكور هيرو
- فيرست توش سوكر
- دريم ليج سوكر
- يورو سوكر
- بول هيرو 8

## طالع أيضًا
- غيم لوفت
- كونامي